# Чудо в Милане
«Чудо в Милане» (итал. Miracolo a Milano) — итальянский кинофильм 1951 года режиссёра Витторио Де Сика.

## Сюжет
Фантастическая сказка по рассказу «Добрый Тото» Чезаре Дзаваттини про юного сироту Тото, которого после Второй мировой войны приютила колония нищих. Он помогает новым друзьям организоваться и стать счастливее. Когда владелец земли, где находится колония, решает прогнать нищих, добрая фея даёт Тото голубку. Голубка исполняет все желания Тото и нищих и не позволяет планам землевладельца осуществиться. Но кто-то крадёт голубку.

## В ролях
| Актёр              | Роль                  |
| ------------------ | --------------------- |
| Эмма Граматика     | Лолотта               |
| Франческо Голизано | Тото                  |
| Паоло Стоппа       | Раппи                 |
| Анна Карена        | Марта                 |
| Альба Арнова       | ожившая статуя        |
| Флора Камби        | несчастная влюблённая |
| Вирджилио Риенто   | сержант               |
| Артуро Брагалья    | Альфредо              |
| Брунелла Бово      | Едвига                |

## Премии и награды
В 1951 году фильм получил Золотую пальмовую ветвь, главную премию Каннского кинофестиваля, а также премию ФИПРЕССИ того же фестиваля. Франческо Голизано был номинирован на премию BAFTA как лучший иностранный актёр.

## Приём и критика
Советский режиссёр Всеволод Пудовкин, участвовавший в 1951 году в составе жюри 4-го Каннского кинофестиваля, писал о приёме фильма: 
В правдивый реалистический рассказ о нищенской жизни миланской бедноты авторы фильма талантливо вплетают романтическую сказку о белом голубе, который помогает героям картины в борьбе с полицейскими. Появление белого голубя на экране „Дворца кино“ вызвало переполох в реакционной французской прессе, обрушившейся на Витторио Де Сика обвинениями в пропаганде „голубя мира“ Пикассо. Однако никакая газетная шумиха не может скрыть того, что фильм „Чудо в Милане“ встречен на фестивале творческими работниками кино с исключительным воодушевлением.